# 茅港尾西堡
茅港尾西堡，是台灣南部自清治時期至日治初期的一個行政區劃，其範圍即今台南市的下營區西北部。
茅港尾西堡北邊為鐵線橋堡，東邊為茅港尾東堡，南邊為蔴荳堡，西邊為學甲堡。

## 管轄街庄
茅港尾西堡共轄3個庄：
- 今下營區境內：十六甲庄、下營庄、大墩藔庄